# Sotteville-sous-le-Val
Pour les articles homonymes, voir Sotteville.
Sotteville-sous-le-Val est une commune française située dans le département de la Seine-Maritime en région Normandie.

## Géographie

### Localisation
La commune fait partie de la Métropole Rouen Normandie.
| Tourville-la-Rivière |                                 | Les Authieux-sur-le-Port-Saint-Ouen |
| Freneuse             | Sotteville-sous-le-Val          | Igoville Eure                       |
|                      | Seine Criquebeuf-sur-Seine Eure | Seine Pont-de-l'Arche Eure          |

La commune se situe à environ 18 km au sud de Rouen et à une dizaine de kilomètres à l'est d'Elbeuf.
Elle est limitrophe d'Igoville, dans le département de l'Eure.

### Hydrographie
La commune est située dans le bassin Seine-Normandie. Elle est drainée par la Seine,.
La Seine constitue la limite sud de la commune. Elle prend sa source à Source-Seine, en Côte-d'Or, sur le plateau de Langres, traverse le département avec de larges méandres sur son flanc sud et se jette dans la Manche entre Le Havre et Honfleur. 
Quatre plans d'eau complètent le réseau hydrographique : la mare du Bosc (0,2 ha), le plan d'eau 1 des Prés Mulots (2,44 ha), le plan d'eau 2 des Prés Mulots (10,39 ha) et le plan d'eau 3 des Prés Mulots (5,09 ha),.

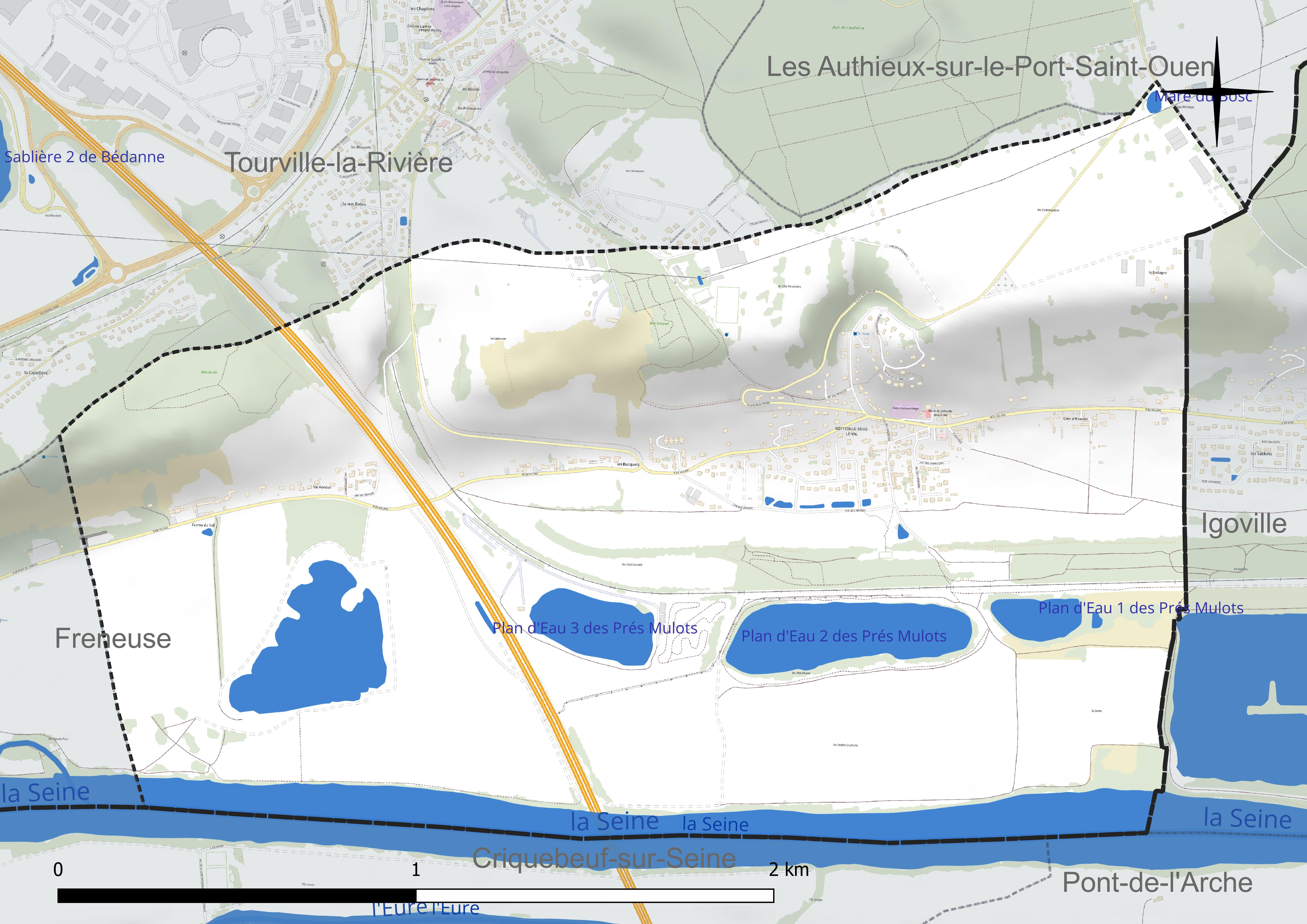
Réseau hydrographique de Sotteville-sous-le-Val.

### Climat
Pour des articles plus généraux, voir Climat de la Normandie et Climat de la Seine-Maritime.
En 2010, le climat de la commune est de type climat océanique dégradé des plaines du Centre et du Nord, selon une étude du CNRS s'appuyant sur une série de données couvrant la période 1971-2000. En 2020, Météo-France publie une typologie des climats de la France métropolitaine dans laquelle la commune est exposée à un climat océanique et est dans la région climatique Côtes de la Manche orientale, caractérisée par un faible ensoleillement (1 550 h/an) ; forte humidité de l’air (plus de 20 h/jour avec humidité relative > 80 % en hiver), vents forts fréquents. Parallèlement le GIEC normand, un groupe régional d’experts sur le climat, différencie quant à lui, dans une étude de 2020, trois grands types de climats pour la région Normandie, nuancés à une échelle plus fine par les facteurs géographiques locaux. La commune est, selon ce zonage, exposée à un « climat contrasté des collines », correspondant au Pays d’Auge, Lieuvin et Roumois, moins directement soumis aux flux océaniques et connaissant toutefois des précipitations assez marquées en raison des reliefs collinaires qui favorisent leur formation.
Pour la période 1971-2000, la température annuelle moyenne est de 10,9 °C, avec une amplitude thermique annuelle de 14 °C. Le cumul annuel moyen de précipitations est de 776 mm, avec 12,6 jours de précipitations en janvier et 8,2 jours en juillet. Pour la période 1991-2020, la température moyenne annuelle observée sur la station météorologique la plus proche, située sur la commune de Boos à 9 km à vol d'oiseau, est de 10,9 °C et le cumul annuel moyen de précipitations est de 847,5 mm,. Pour l'avenir, les paramètres climatiques de la commune estimés pour 2050 selon différents scénarios d’émission de gaz à effet de serre sont consultables sur un site dédié publié par Météo-France en novembre 2022.

## Urbanisme

### Typologie
Au 1er janvier 2024, Sotteville-sous-le-Val est catégorisée ceinture urbaine, selon la nouvelle grille communale de densité à sept niveaux définie par l'Insee en 2022.
Elle appartient à l'unité urbaine de Rouen, une agglomération inter-départementale regroupant 50  communes, dont elle est une commune de la banlieue,,. Par ailleurs la commune fait partie de l'aire d'attraction de Rouen, dont elle est une commune de la couronne,. Cette aire, qui regroupe 317 communes, est catégorisée dans les aires de 200 000 à moins de 700 000 habitants,.

### Occupation des sols
L'occupation des sols de la commune, telle qu'elle ressort de la base de données européenne d’occupation biophysique des sols Corine Land Cover (CLC), est marquée par l'importance des territoires agricoles (70,5 % en 2018), en diminution par rapport à 1990 (75,4 %). La répartition détaillée en 2018 est la suivante : 
prairies (41,1 %), terres arables (29,3 %), zones urbanisées (9,8 %), forêts (7,4 %), espaces verts artificialisés, non agricoles (5,8 %), eaux continentales (4,3 %), zones industrielles ou commerciales et réseaux de communication (2,1 %). L'évolution de l’occupation des sols de la commune et de ses infrastructures peut être observée sur les différentes représentations cartographiques du territoire : la carte de Cassini (XVIIIe siècle), la carte d'état-major (1820-1866) et les cartes ou photos aériennes de l'IGN pour la période actuelle (1950 à aujourd'hui).

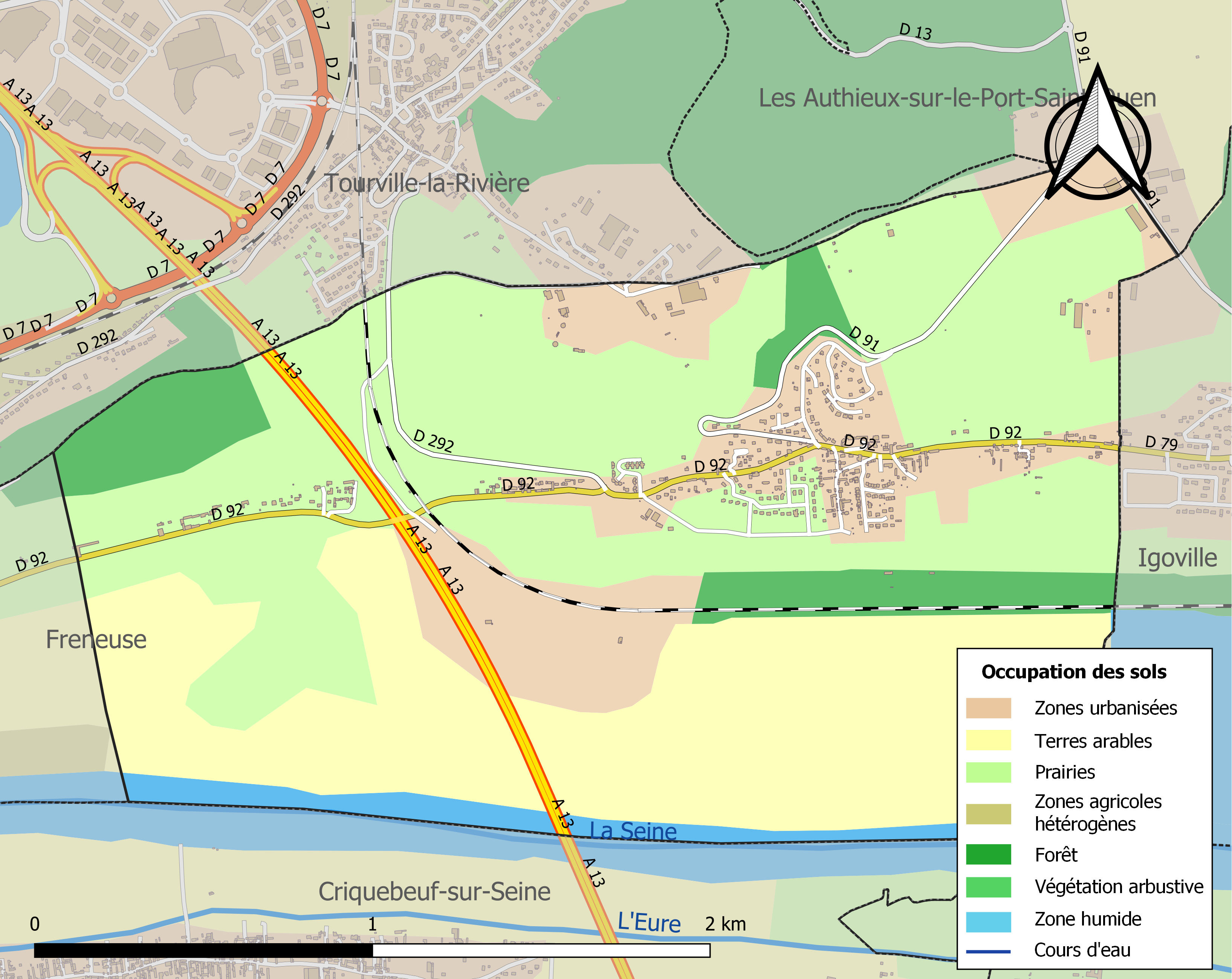
Carte des infrastructures et de l'occupation des sols de la commune en 2018 (CLC).

## Toponymie
Le nom de la localité est attesté sous les formes Sotevilla vers 1240, In parrochia de Sotteville en 1251, Apud Sotevillam en 1253 et 1258, In parrochia de Sotevilla en 1259, Soteville en 1319, In parrochia de Sottevilla en 1327, Soteville en 1337, Soteville en 1431, Sotteville près Pont de l'Arche en 1551, Saint Baudel de Sotteville sous le Val en 1728, Sotteville en 1715, Sotteville sous le Val en 1757.
De Soti, nom de personne scandinave, qui désigne “celui qui est noir comme de la suie” et ville, domaine rural, en ancien français, d'origine latine villa (rustica). Sotivilla fait donc partie de ces nombreuses communautés de colons anglo-scandinaves.
On retrouve plusieurs communes de ce nom en Normandie : Sotteville-sur-Mer, Sotteville (Manche), Sotteville-lès-Rouen.
L’appellation « sous-le-Val », pour le "Val-Renoux", qui provient de la légère dépression de la presqu’île de Freneuse, au niveau de la commune.

La paroisse de Sotteville-sous-le val était bien plus étendue que la commune qui lui a succédé à partir de 1790. Elle occupait une partie du "val des Authieux", ancien méandre de Seine. Il semble donc que Sotteville-sous-le-val désigne ce val particulier et non les vallons directs du coteau tels que le "Val-Renoux" et la côte de la Moulinière.
Un ancien lieu-dit de cette commune prouve aussi la présence normande : Houlegate (passage profond, en norrois, synonyme des Houlgate rencontrés ailleurs), nom donné à une ancienne ferme des bords de Seine.

## Histoire
Le site de la commune de Sotteville était habité dès la fin de la Préhistoire comme le montre l’établissement de quelques maisons sur le léger rebord jouxtant un bras de Seine aujourd’hui asséché. Non soumis au rythme des inondations, ce léger rebord, placé au-dessous d’un vallon, offrait l’avantage de se trouver entre les ressources du fleuve et celles du plateau. 
C’est ainsi qu’une petite communauté a occupé cet espace durant toute l’Histoire. Les activités fluviales ont apporté leur écot de poissons et le plateau a, lui, servi de lieu de culture, d’élevage. Les terrains communaux s’y sont d’ailleurs retrouvés. Du fait de la proximité de la Seine, Sotteville-sous-le-Val fut colonisée par les Normands, auxquels la commune doit son nom (cf. Origine du nom).
Fort de ces richesses, le territoire qui devint celui de Sotteville-sous-le-Val fut en partie une propriété de la très puissante abbaye Saint-Ouen de Rouen. C’est ainsi que les moines possédaient des droits sur la ferme de Houlegate, notamment.
Entre 1843 et 1847 fut creusé un tunnel ferroviaire à Sotteville-sous-le-Val afin de faire passer la ligne Paris-Rouen, puis Paris-Le Havre, à travers l’obstacle naturel que constitue la presqu’île de Freneuse.
En 1914, deux automobiles de l’armée allemande furent interceptées nuitamment par des soldats en poste à Sotteville-sous-le-Val et Oissel. Ces automobiles, appartenant au génie allemand, avaient passé le front et pénétré, à travers le pays de Bray et le plateau de Boos, les postes de surveillance afin de venir dynamiter les viaducs 
d'Oissel et de Tourville.
En 1967, l’autoroute de Normandie fut construite sur le terrain communal et passe désormais par un des vallons de Sotteville-sous-le-Val. Une sculpture en métal de Georges Saulterre fut déposée, au bord de l’autoroute, qui représente l’expansion des Vikings dans l’espace et l’histoire.

## Politique et administration

### Politique locale
En 2014, le maire UDI Franck Meyer, à la tête d'un collectif de treize maires  opposé au Mariage homosexuel, a saisi la Cour européenne des droits de l'homme afin de leur voir reconnaitre "une clause de conscience" pour ne pas célébrer de telles unions autorisées une loi du 17 mai 2013.

### Liste des maires
| Période                                  | Période  | Identité     | Étiquette               | Qualité |
| ---------------------------------------- | -------- | ------------ | ----------------------- | --- |
| Les données manquantes sont à compléter. |          |              |                         | |
| 1902                                     | 1922     | Freret       |                         | |
| 1938                                     |          | Caille       |                         | |
| 1962                                     |          | Groenwout    |                         | |
| 1974                                     |          | E. Merrau    |                         | |
| Les données manquantes sont à compléter. |          |              |                         | |
| mars 2001                                | en cours | Franck Meyer | UDF, MoDem puis UDI, NC | Enseignant Porte-parole du collectif des maires pour l'enfance Président du Comité protestant évangélique pour la dignité humaine Ancien porte-parole de La Manif pour tous Réélu pour le mandat 2020-2026, |

## Démographie
L'évolution du nombre d'habitants est connue à travers les recensements de la population effectués dans la commune depuis 1793. Pour les communes de moins de 10 000 habitants, une enquête de recensement portant sur toute la population est réalisée tous les cinq ans, les populations de référence des années intermédiaires étant quant à elles estimées par interpolation ou extrapolation. Pour la commune, le premier recensement exhaustif entrant dans le cadre du nouveau dispositif a été réalisé en 2004.

En 2022, la commune comptait 746 habitants, en évolution de −7,33 % par rapport à 2016 (Seine-Maritime : +0,35 %, France hors Mayotte : +2,11 %).
| 1793 | 1800 | 1806 | 1821 | 1831 | 1836 | 1841 | 1846 | 1851 |
| ---- | ---- | ---- | ---- | ---- | ---- | ---- | ---- | ---- |
| 380  | 360  | 370  | 359  | 343  | 376  | 350  | 351  | 371  |

| 1856 | 1861 | 1866 | 1872 | 1876 | 1881 | 1886 | 1891 | 1896 |
| ---- | ---- | ---- | ---- | ---- | ---- | ---- | ---- | ---- |
| 329  | 315  | 283  | 314  | 319  | 288  | 291  | 261  | 258  |

| 1901 | 1906 | 1911 | 1921 | 1926 | 1931 | 1936 | 1946 | 1954 |
| ---- | ---- | ---- | ---- | ---- | ---- | ---- | ---- | ---- |
| 269  | 266  | 236  | 218  | 229  | 232  | 237  | 247  | 229  |

| 1962 | 1968 | 1975 | 1982 | 1990 | 1999 | 2004 | 2006 | 2009 |
| ---- | ---- | ---- | ---- | ---- | ---- | ---- | ---- | ---- |
| 260  | 297  | 316  | 470  | 524  | 577  | 650  | 663  | 757  |

| 2014 | 2019 | 2022 | - | - | - | - | - | - |
| ---- | ---- | ---- | - | - | - | - | - | - |
| 794  | 758  | 746  | - | - | - | - | - | - |

## Culture locale et patrimoine

### Lieux et monuments

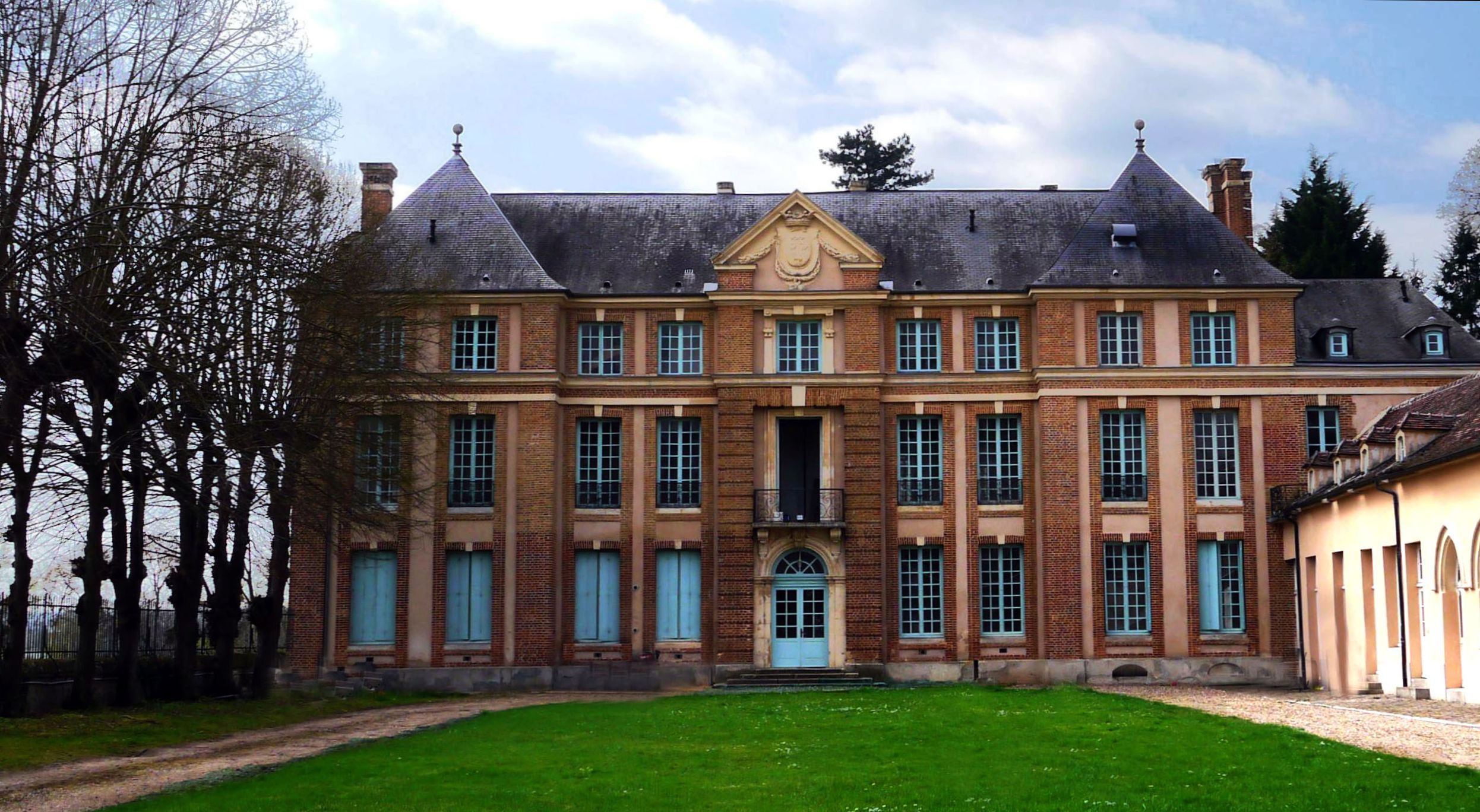
Le château de Val-Freneuse.

- Le château dit de Val Freneuse,  Inscrit MH par arrêté du 21 décembre 1977[29],[30] : construit au XVIIe siècle pour les parlementaires Le Cornier ; la chapelle a été aménagée au XIXe siècle dans les communs. Construction en brique et pierre calcaire.
- La croix hosannière : croix du XIIe siècle ou du XIIIe siècle : se trouve dans l'enclos de l'église Saint-Baudille. Classée Monument historique en 1913[31]
- L'église Saint-Baudille[32] : propriété communale, cette église fut construite en 1880 afin de remplacer l'église paroissiale (du XIe siècle ou du XIIe siècle) qui, malgré des travaux de rénovation en 1862, tombait en ruines.
- Le manoir Saint-Ouen[33] : cette propriété de l'abbaye rouennaise du même nom date du XVIIIe siècle. Elle est construite en calcaire, pierre de taille, bois, pan de bois, enduit partiel et ardoise.
- Plusieurs colonnes provenant de la vente des pierres de l'ancienne abbaye Notre-Dame de Bonport ont été réutilisées en tant que colonnes de soutènement ou dans des portails d'exploitations agricoles. On peut ainsi, comme à Alizay et Criquebeuf-sur-Seine, découvrir en proche campagne des colonnes surmontées de chapiteaux sculptés en feuilles de roseau (marque toute cistercienne).
- Sur la trace des Vikings : sculpture monumentale (22 tonnes, 20 mètres) en inox réalisée par Georges Saulterre, dressée au bord de l'autoroute.

### Personnalités liées à la commune
- Léonid Stjernvall[34] (accompagné de son épouse Elizabetha) réside entre 1932 et 1938 dans la commune. Il a été un disciple du maître spirituel arménien Georges Ivanovitch Gurdjieff et y est décédé.

## Pour approfondir